# Hangbrugmaisonettes

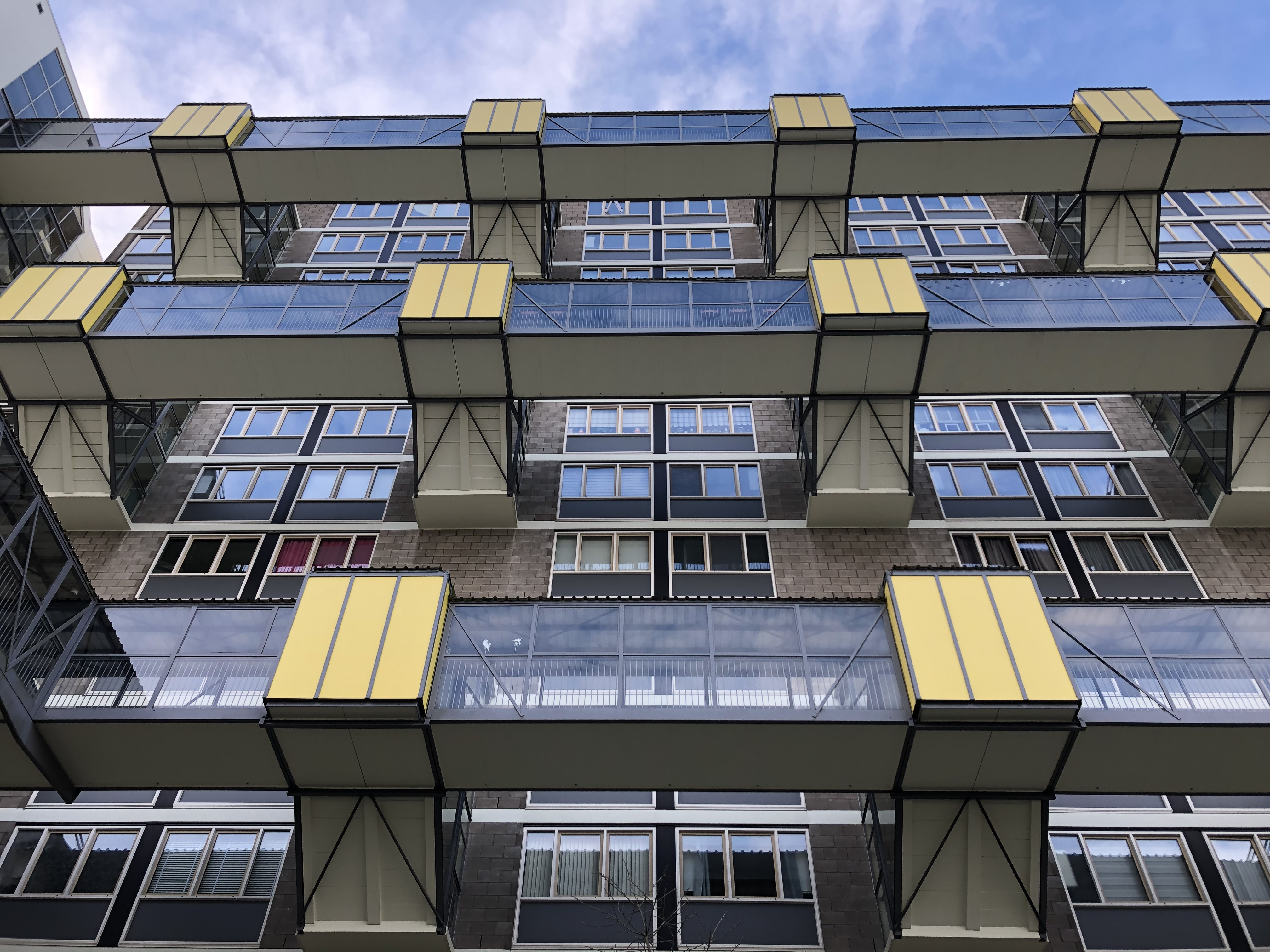
Detail van het gebouw.

De Hangbrugmaisonnettes is een flatgebouw uit 1970 aan het Dijkgraafplein in Amsterdam Osdorp. Tot in de jaren vijftig waren hier tuinbouwbedrijven. Amsterdam barstte uit haar voegen en in 1958 begon de bouw van de nieuwe tuinstad Osdorp. In 1962 kreeg tramlijn 17 het Dijkgraafplein als eindpunt. De eerste jaren was hier nog geen bebouwing en lag het plein in een kaal niemandsland. Halverwege de jaren zestig werd ook dit laatste westelijke deel van Osdorp bebouwd en verscheen rond het Dijkgraafplein de buurt die nu "De Punt” wordt genoemd.
Het Dijkgraafplein had een bestemming als buurtwinkelcentrum voor het westelijke deel van de wijk en als afronding van het plein vond in 1962 een prijsvraag voor architecten plaats voor experimentele woningbouw. Uiteindelijk werd gekozen voor het ontwerp van J.P. Kloos en ontwierp hij een woningcomplex (232 maisonnettes en 15 flatwoningen) met hangbruggen die als loopbruggen fungeerden.
Bouwmaatschappij Intervam bouwde de grote flat voor 17 miljoen gulden voor de Vereniging Bouwmaatschappij tot Verkrijging van Eigen Woningen. Het flatgebouw heeft dertien verdiepingen met maisonnettes, haaks daarop staan twee kleinere flats met vijf verdiepingen. Per buitentrap worden vier etages ontsloten waardoor er slechts een buitengalerij per vier verdiepingen noodzakelijk is. Voor deze galerij-oplossing werd gekozen omdat men op de galerij dan niet direct in de woning, dan wel keuken kon kijken. Het verlies aan uitzicht werd voor lief genomen.
De onderste verdieping heeft een trottoir op het dak van de winkels met per woning een trap naar boven. De loopbruggen zijn beschut door glaswanden en een dak. De flatgebouwen zijn met een loopbrug en op de onderste verdieping met een galerij met elkaar verbonden die tevens onderdoorgang is. De balkons liggen aan de andere zijde.
De woningen hebben een oppervlak van 2 × 50 m², destijds een soort standaard. In een maisonnette bevond zich een "ouderslaapkamer" van 11 m², een dubbele kinderkamer van 13 m² en een enkele kinderkamer van 10 m². Voorts hadden de maisonnettes een bergkast van 6 m². Binnenhuisarchitect Tjon-a-Hen werd ingeschakeld om een idee te geven voor de inrichting. De Telegraaf van 13 juni 1969 vond de woningindeling onpraktisch. Hoe men het ook inrichtte, men hield altijd dode hoeken over. De maisonnettes werd niet om en om gebouwd, men bouwde slaapkamer boven slaapkamer en vervolgens woonkamer boven woonkamer etc. Door deze bouwwijzen was slechts 1 galerij per vier woonetages noodzakelijk.
Op de begane grond bevinden zich winkels waarvan er één tegenwoordig in gebruik is als verblijf voor het trampersoneel in de oostelijke kleinere flat.
Net als de Geuzenveldflat is de flat een markant herkenningspunt en op grote afstand zichtbaar vanaf het begin van de toelopende radiaal, de Tussen Meer.
Sinds 16 december 2015 staat het complex op de gemeentelijke monumentenlijst.

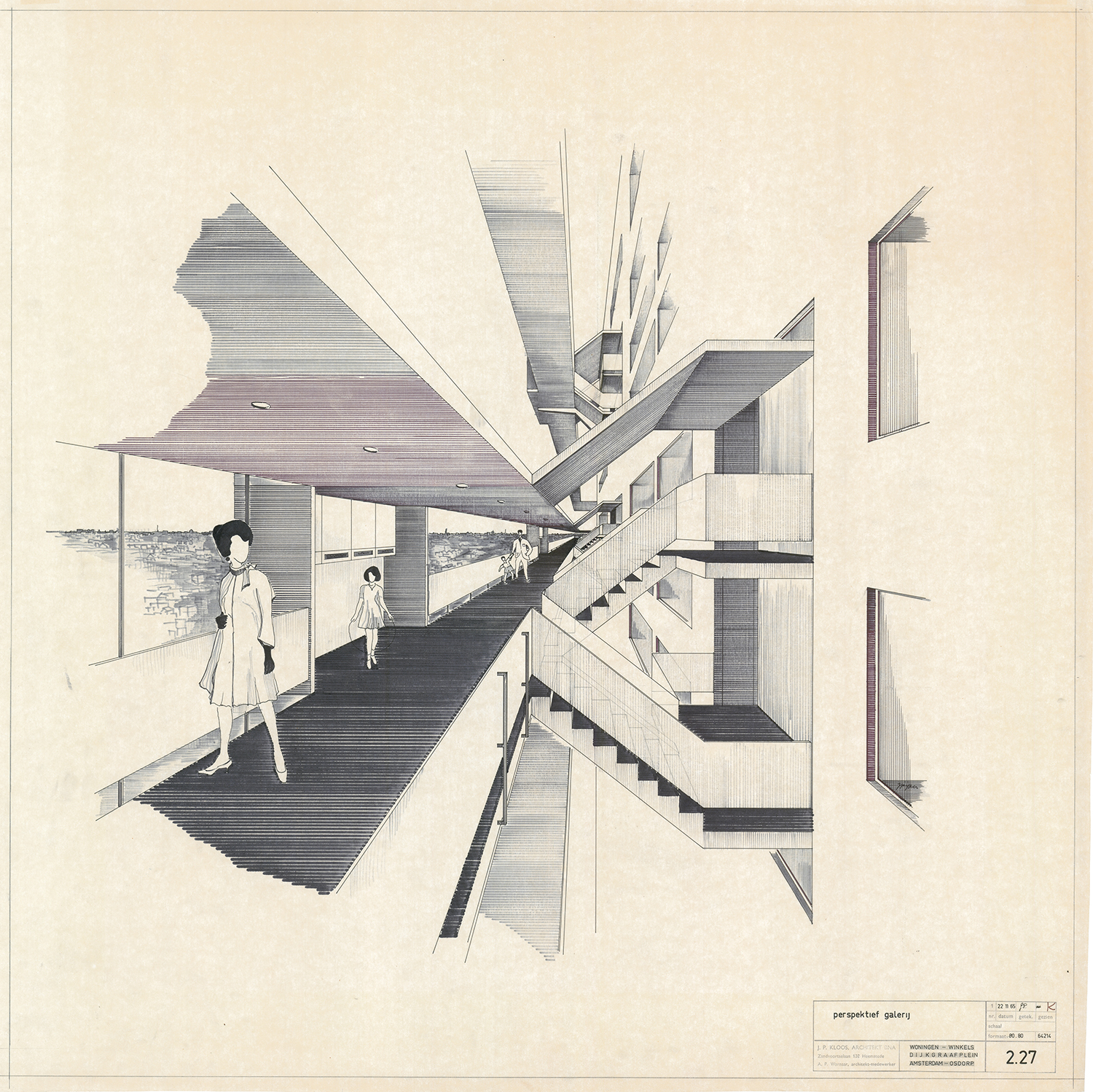
Perspectieftekening van de galerij.